# Bever (Bélgica)
Bever (francés: Biévène) es un municipio belga perteneciente a la provincia de Brabante Flamenco, en la circunscripción Bruselas-Halle-Vilvoorde.
A 1 de enero de 2018 tiene 2204 habitantes.
Se sitúa en el suroeste de la provincia, en el límite con la Región Valona, unos 10 km al noreste de Ath. Pertenece a la región histórica del Pajottenland.

## Demografía

### Evolución
Todos los datos históricos relativos al actual municipio, el siguiente gráfico refleja su evolución demográfica, incluyendo municipios después de efectuada la fusión el 1 de enero de 1977.
| Gráfica de evolución demográfica de Bever entre 1846 y 2020 |
|                                                             |